# La Revolución, Oaxaca
La Revolución är en ort i Mexiko.   Den ligger i kommunen Santa María Chilchotla och delstaten Oaxaca, i den sydöstra delen av landet, 280 km sydost om huvudstaden Mexico City. La Revolución ligger 1 265 meter över havet och antalet invånare är 236.
Terrängen runt La Revolución är kuperad söderut, men norrut är den bergig. Terrängen runt La Revolución sluttar norrut. Runt La Revolución är det ganska tätbefolkat, med 120 invånare per kvadratkilometer. Närmaste större samhälle är Huautla de Jiménez, 8,3 km söder om La Revolución. I omgivningarna runt La Revolución växer i huvudsak städsegrön lövskog.